# Ceraphron formicarius
Ceraphron formicarius (лат.) — вид наездников рода Ceraphron из семейства Ceraphronidae. Европа (Голландия, Швеция). Длина тела 1,5 мм. Обнаружен в гнёздах жёлтых земляных муравьёв (Lasius flavus) мирмекологом Эрихом Вассманом и описан в 1917 году французским энтомологом Жан-Жаком Киффером (1857—1925).